# Motociklistički sport
Motociklistički sport je široko polje koje obuhvata sve sportske aspekte motociklizma. Ove discipline nisu sve trke ili događaji s vremenskom brzinom, već nekoliko disciplina testira različite takmičarske veštine vožnje
Motocikli su uglavnom luksuzno dobro u razvijenim zemljama, gde se uglavnom koriste za rekreaciju, kao dodatak životnom stilu ili simbol ličnog identiteta. Pored toga što je način motornog prevoza ili sporta, motociklizam je postao i potkultura i način života. Iako uglavnom samostalna aktivnost, motociklizam može biti društven i motociklisti imaju osećaj zajedništva jedni s drugima.

## Motorciklističke trke
Motociklističke trke (poznate i kao moto trke i motobajk trke) motorciklističi su sport u kome se trka motociklima. Motociklističke trke mogu se podeliti u dve kategorije, drumske discipline bazirane na asfaltu i terenske.

## Trke na stazi
Trke na stazama su motociklistički sportovi u kojima se timovi ili pojedinci utrkuju sa protivnicima oko ovalne staze. Postoje različite varijante, pri čemu se svaka varijanta utrkuje na različitom tipu površine.

## Reli
Drumski reli je navigacioni događaj na javnim putevima u kojem takmičari trebaju da posete određeni broj kontrolnih punktova na različitim geografskim lokacijama, a da se i dalje pridržavaju zakona o drumskom saobraćaju (ovaj događaji nisu isto što i automobilski reliji kao što je ).

## Spidvej
Spidvej je motorciklistički sport u kome motocikli imaju jednu brzinu i nemaju kočnice.

## Ostali moto sportovi

### Kopnena brzina
Kopnena brzina je kada jedan vozač ubrzava na rasponu dugom 3 mi (4,8 km) (obično na suvim koritima jezera) i meri se najveća brzina kroz zamku na kraju staze. Vozač treba da premaši prethodni rekord najveće brzine za tu klasu ili tip bicikla da bi se njegovo ime našlo u knjizi rekorda.

### Enduro
Enduro nije trkački sport u punom smislu, jer je glavni cilj da se pređe niz kontrolnih punktova, stigavši tačno „na vreme“ u skladu sa početnim vremenom takmičara i vremenom koje je potrebno da se stigne na svaku kontrolnu tačku. Staze se obično voze po gustom šumovitom terenu, ponekad sa velikim preprekama kao što su balvani, jarci i iznenadni spustovi.

### Motokros slobodnog stila
Takmičenje zasnovano na bodovima za akrobatske sposobnosti na MX biciklu putem skokova. Ova aktivnost je nastala iz Motokrosa, kontinuiranog popularnog oblika trka na amaterskom i na profesionalnom nivou.

## Literatura
- Jackson, Jeremy (1. 5. 2006). St Austell Speedway: The Early Years 1949–1954. NPI Media Group. ISBN 0-7524-3789-5.
- Jackson, Jeremy (1. 9. 2007). St. Austell Speedway 1958-1963 Plus the Sidecar Years. J & S Publications. ISBN 978-0-9526419-7-1.
- Wood, Bill (август 1983). Wayne Rainey's road to stardom. American Motorcyclist. Приступљено 16. 12. 2011.
- Walker, Terry (1995). „Phillip Island (pre-war), Vic.”. Fast Tracks. Sydney: Turton & Armstrong Pty. Ltd. ISBN 0 908031 55 6.
- Voldseth, Svein; Wanvik, Per Ole; Hansen, Morten; Johansen, Bård Morten; Larsstuen, Finn (2004). Motorcycle Safety/MC-sikkerhet (PDF). Norwegian Public Roads Administration.
- Rydland, Gunnar; Haslie, Lars-Inge; Hansen, Morten (2011). Death Accidents on Motorcycle 2005-2009/Dødsulykker på motorsykkel 2005-2009 (PDF). Norwegian Public Roads Administration. ISSN 1892-3844. Архивирано из оригинала (PDF) 03. 09. 2014. г. Приступљено 28. 11. 2020.
- Toroyan, Tami (2013). Global status report on road safety 2013 (PDF). World Health Organization. ISBN 9789241564564.
- McDonald-Walker, Suzanne (2000). Bikers: Culture, Politics and Power. Berg. OCLC 490695406.
- Ford, Dexter (12. 10. 2010), „Nice Supercar. Now Eat My Dust”, The New York Times, ISSN 0362-4331, Приступљено 2011-03-01
- Tomlins, Bob (септембар 1997). „Rider training in Europe The Views and the Needs of the Rider” (PDF). The Federation of European Motorcyclists. Архивирано из оригинала (PDF) 24. 2. 2009. г. Приступљено 30. 6. 2007.
- „All the info you need on lanesharing (lanesplitting)”. www.WhyBike.com. Приступљено 28. 6. 2007.
- „Discounts & exemptions”. Transport for London. Приступљено 6. 12. 2014.
- „Federal-Aid Highway Program Guidance on High Occupancy Vehicle (HOV) Lanes”. US Department of Transportation. Архивирано из оригинала 12. 11. 2020. г. Приступљено 9. 5. 2013.
- „Drivers guide to Auckland City parking”. City of Auckland. 2007. Архивирано из оригинала 1. 7. 2008. г. Приступљено 8. 8. 2008.
- „Motorcycle parking in Wellington CBD”. Kiwibiker.co.nz. Приступљено 28. 1. 2010.
- „The Motorcycle Usage Characteristics in Developing Countries: The Operation Cost and Ownership of Motorcycles in Makassar - Indonesia” (PDF). Proceedings of the Eastern Asia Society for Transportation Studies. Приступљено 4. 10. 2014.
- „Yamaha Motor Philippines GP 5”. Yamaha Motor Philippines. Архивирано из оригинала 6. 10. 2014. г. Приступљено 4. 10. 2014.
- „Passenger Cars; Map No. 31”. Worldmapper: The world as you've never seen it before. 2002. Архивирано из оригинала 2017-11-12. г. Приступљено 2014-08-17.
- Jackson, Jeremy (1. 5. 2006). St Austell Speedway: The Early Years 1949–1954. NPI Media Group. ISBN 0-7524-3789-5.
- Jackson, Jeremy (1. 9. 2007). St. Austell Speedway 1958-1963 Plus the Sidecar Years. J & S Publications. ISBN 978-0-9526419-7-1.
- de Cet, Mirco (2002), The illustrated directory of motorcycles, MotorBooks/MBI Publishing Company, ISBN 978-0-7603-1417-3
- Harley, Bryan (25. 9. 2009), „BUB Racing's Chris Carr Breaks Speed Record”, Motorcycle USA, Архивирано из оригинала 05. 04. 2013. г., Приступљено 28. 11. 2020
- Harvey, Steve (2005), It Started with a Steamboat: An American Saga, Bloomington, IN: AuthorHouse, ISBN 978-1-4208-4943-1
- Hennekam, Charles (децембар 2005), „World Records Bonneville”, The FIM Magazine (PDF), FIM, стр. 57, Архивирано из оригинала (PDF) 24. 6. 2006. г., Приступљено 2008-10-19
- House, Kirk W. (2003), Hell-rider to king of the air: Glenn Curtiss's life of innovation, SAE, ISBN 978-0-7680-0802-9
- Motorcycle.com Staff (29. 9. 2008), New motorcycle land speed record set;Top 1 Ack Attack team reaches 360 mph
- Murphy, Tom (2000), The Fastest Motorcycles on Earth (1st изд.), North Conway, New Hampshire: Whitehorse Press, ISBN 1-884313-17-5
- Setright, L.J.K. (1979), The Guinness book of motorcycling facts and feats, Guinness Superlatives, ISBN 978-0-85112-200-7
- „Streamline motorcycle to get 170-mile speed”, Popular Science, децембар 1931
- Tragatsch, Erwin (1984), The Illustrated Encyclopedia of Motorcycles (2nd изд.), Feltham, Middlesex, England: Newnes Books/Temple Press, ISBN 0-600-38477-2
- Walker, Mick (1999), Mick Walker's German Racing Motorcycles, Redline Books, ISBN 978-0-9531311-2-9
- Triumph Streamliners, Архивирано из оригинала 12. 3. 2017. г., Приступљено 9. 3. 2017
- "Mountain Goats on Two Wheels." Popular Mechanics, December 1954
- "Daring Riders Thrill Crowds With Polo On Motor Cycles" July 1935 Popular Science Monthly

## Spoljašnje veze
- Fédération Internationale de Motocyclismo (FIM) - World governing body
- Motorcycling Australia (MA)- Australian Governing Body
- Auto Cycle Union - UK governing body
- American Motorcyclist Association (AMA) - US governing body
- Motorcycle Federation of Japan (MFJ) - Japan governing body
- Motosport South Africa (MSA) - South African governing body
- Federation Francaise de moto (FFM) - French governing body
- MCUI Southern Centre - "governing body of motor cycle sport in Leinster, Munster and Connacht" (i.e., Republic of Ireland)
- Championship Cup Series - Sanctioning body for Sportsman Level motorcycle road racing in the United States